# Brubuh
Brubuh is een bestuurslaag in het regentschap Ngawi van de provincie Oost-Java, Indonesië. Brubuh telt 1520 inwoners (volkstelling 2010).